# Emirat de Bukharà
L'Emirat de Bukharà fou un estat de l'Àsia central que va existir entre 1785 i 1920. La capital fou la ciutat de Bukharà i el 1873 Bukharà esdevingué un protectorat rus. Fou creat després que el Kanat de Bukharà fos conquerit per Nadir Shah i fou governat pels emirs de la dinastia Mangit. Estrictament de fet, eren emirs del kanat de Bukharà. L'emir Muzaffar al-Din (1860-1885) fou atacat pels russos des del 1865 i fou derrotat tres cops; es va veure obligat a pactar amb A. P. von Kaufman, governador del Turquestan, i acceptar-ne un protectorat des del 18 de juny 1868. Mantingué així els límits de l'emirat, però ell i el seu successor cediren Samarcanda i el control de la vall de Zeravshan (1870) i l'est del Pamir (1895), alhora que obrien el país als mercaders russos; i gaudí d'una sobirania molt limitada, ja que es va veure obligat a renunciar a qualsevol ampliació territorial o de conquesta amb els altres kanats. El seu successor Abdallah (1885-1910) només va ser un titella en mans dels russos. El 1920 l'Emirat de Bukharà fou conquerit pels bolxevics i substituït per la República Popular de Bukharà. Avui la major part del territori de l'antic emirat forma part de l'Uzbekistan, amb algunes parts a Tadjikistan, Turkmenistan, i Kazakhstan.

## Emirs

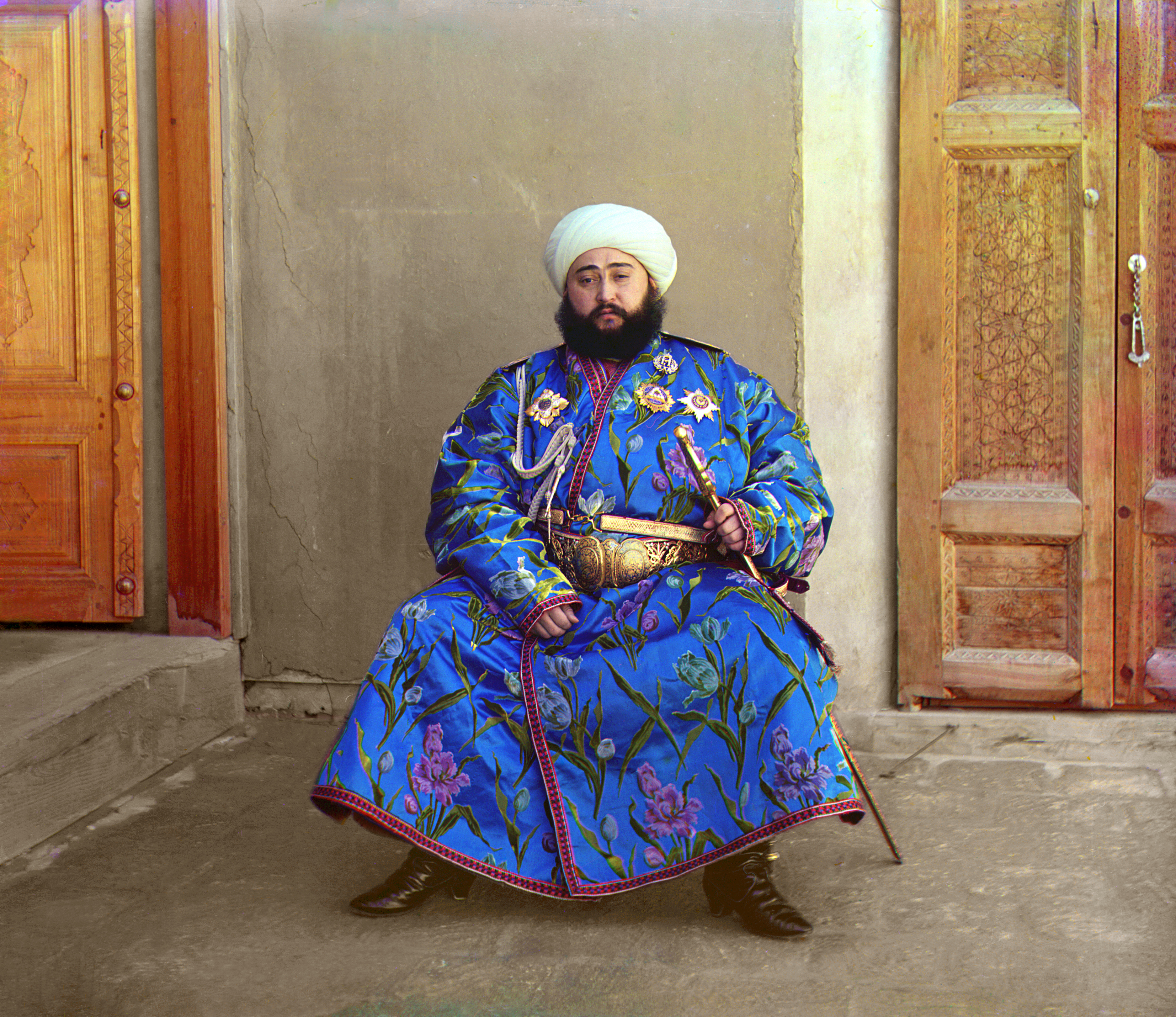
Muhàmmad Alim Khan (1880-1944), últim emir de Bukharà. Fotografia presa per Prokudin-Gorski el 1911.

- Amir-i Masum Shah Murad 1785-1799.
- Amir Haydar Tura 1799-1826.
- Amir o Mir Muhammad Husayn octubre a desembre de 1826.
- Mir Umar 1826-1827.
- Mir Nasr Allah Bahadur Khan, el Boxí 1826-186.
- Muzaffar al-Din Bahadur Khan 1860-1885 (protectorat rus des del 1865).
- Sayyid Abd al-Akhad Khan 1886-1911.
- Sayyid Muhammad Alim Khan 1911-1920 (es mantingué a part del país fins al 1923).